# Pyrausta rubricalis
Pyrausta rubricalis là một loài bướm đêm trong họ Crambidae.